# Zitadelle Metz

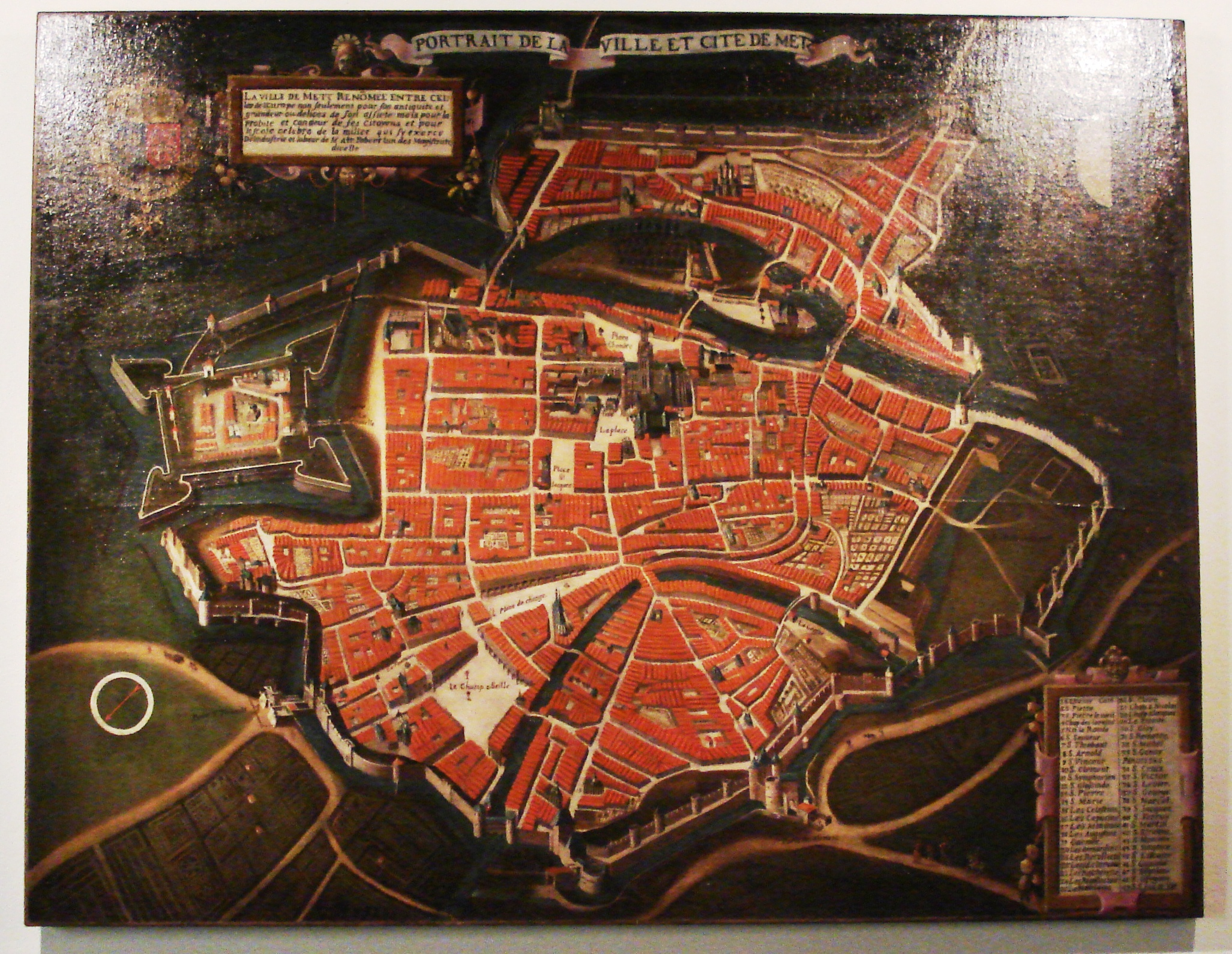
Plan von Metz, links Mitte die Befestigungsmauern der Zitadelle, links unten die Musées de la Cour d’Or

Die Zitadelle von Metz hatte lange Zeit eine Schlüsselfunktion innerhalb der Festung Metz inne. Das Festungswerk wurde in seiner heutigen Form um 1560 errichtet, kurz nach der Belagerung von Metz durch die kaiserlichen Truppen Karls des V. im Jahr 1552. Sie verstärkte die mittelalterlichen Stadtmauern, die zwar der Belagerung des Kaisers widerstanden, gegen die Fortschritte der Artillerie jedoch nicht ausreichten.

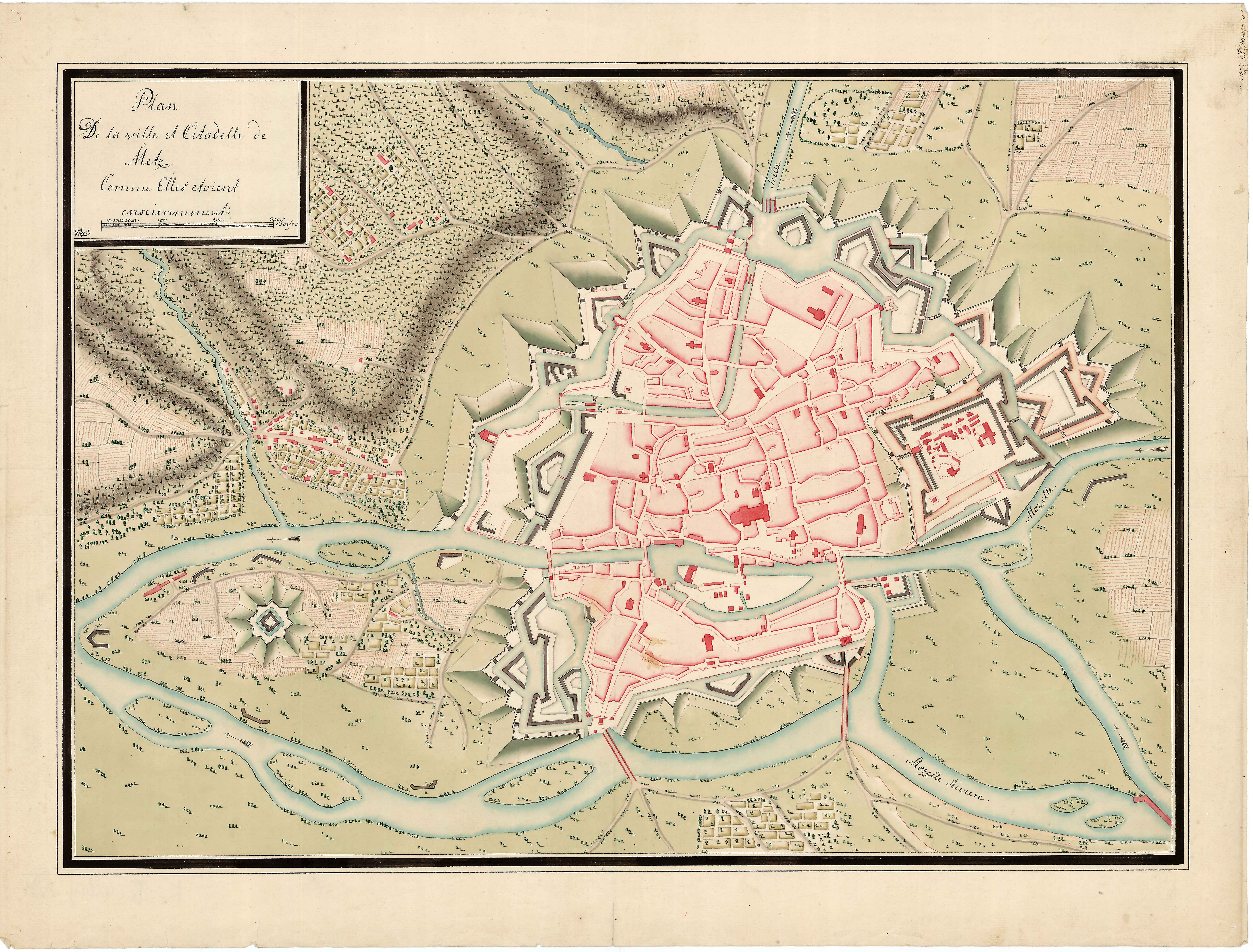
Plan der Stadt Metz mit Zitadelle und äußeren Befestigungsanlagen, ca. 1726

Ihre Errichtung machte den Abriss nicht nur ziviler, sondern auch kirchlicher Gebäude notwendig, aber die Militärbehörden verschonten religiöse Bauten wie die Templerkapelle und die Kirche Saint-Pierre-aux-Nonnains. Ab 1676 wurde sie in das von Vauban geplante Festungssystem integriert, das von seinem Schüler Louis de Cormontaigne zwischen 1728 und 1749 weiter ausgebaut wurde.

## Heute
War die Zitadelle früher einem militärischen Zweck bestimmt, so wurde sie in jüngerer Zeit für die zivile Gesellschaft konvertiert: das ehemalige Zeughaus wurde zu einer Veranstaltungshalle, das Proviant-Magazin zu einem Luxushotel. Das Serpenoise Tor spielt heute nur noch eine dekorative Rolle und die alten Gräben wurden zu Grünflächen wie der Esplanade von Metz oder dem Jardin Boufflers.
Koordinaten: 49° 6′ 49,1″ N, 6° 10′ 16,9″ O